# پیچون
پیچون، روستایی از توابع بخش کلاترزان شهرستان سنندج در استان کردستان ایران است.

## جمعیت
این روستا در دهستان نگل قرار دارد و براساس سرشماری مرکز آمار ایران در سال ۱۳۸۵، جمعیت آن ۲۳۲ نفر (۶۴خانوار) بوده‌است.

## درخت کهنسال
در روستای پیچون دو درخت بنهٔ کهنسال وجود دارد که یکی پشت تپ پیچون، و دیگری در درهٔ خوش‌نظر قرار دارند، و به ترتیب با شماره‌های ۵۸۲ و ۵۸۴ در تاریخ ۲۷ فروردین ۱۳۹۸ به عنوان میراث طبیعی ارزشمند در فهرست آثار ملی ایران ثبت شده‌اند.